# AS Fortior
El AS Fortior es un equipo de fútbol de Madagascar que milita en la Liga Regional de Toamasina, una de las ligas que conforman el segundo nivel en el país.

## Historia
Es uno de los equipos representantes de la ciudad de Toamasina, ciudad dominada la gran parte de su historia por el Fortior de l'Cote Ouest, quien es el que más veces ha participado en el Campeonato malgache de fútbol, la máxima categoría del fútbol en Madagascar. A pesar de este aspecto, el AS Fortior ha sido campeón de liga en 4 ocasiones y han ganado el título de copa 1 vez.
A nivel internacional han participado en 3 torneos continentales, en donde nunca han superado la fase preliminar.

## Palmarés
- Campeonato malgache de fútbol: 4

1962, 1963, 1999, 2000
- Copa de Madagascar: 1

2002

## Participación en competiciones de la CAF
| Temporada | Torneo                      | Ronda      | Club                | Casa | Visita | Global      |
| --------- | --------------------------- | ---------- | ------------------- | ---- | ------ | ----------- |
| 2000      | Liga de Campeones de la CAF | Preliminar | LDF                 | 0-0  | 0-0    | 0-0 (2-4 p) |
| 2001      | Liga de Campeones de la CAF | Preliminar | St Michel United FC | 0-0  | 1-3    | 1-3         |
| 2003      | Recopa Africana             | Preliminar | Olympique de Moka   | 1-0  | 1-3    | 2-3         |